# Alphonse Rion
Le chanoine Jos.-Alphonse Rion, né le 12 juillet 1809 à Vex et mort le 8 novembre 1856 à Sion, est un prêtre et botaniste suisse.

## Héritage scientifique
Mort prématurément à l'âge de 47 ans, le chanoine Rion laissait de nombreuses notes manuscrites sur la flore du Valais ; ses observations furent publiées par ses élèves Raphaël Ritz et Ferdinand Otto Wolf (es) dans un petit ouvrage intitulé Guide du botaniste en Valais (Club alpin suisse, Sion, 1872).
Son herbier a été acquis par le musée de la nature de Sion en 1860, d'autres spécimens récoltés par lui ont complété la collection en 2003.